# Gerrit Jans Graswinckel

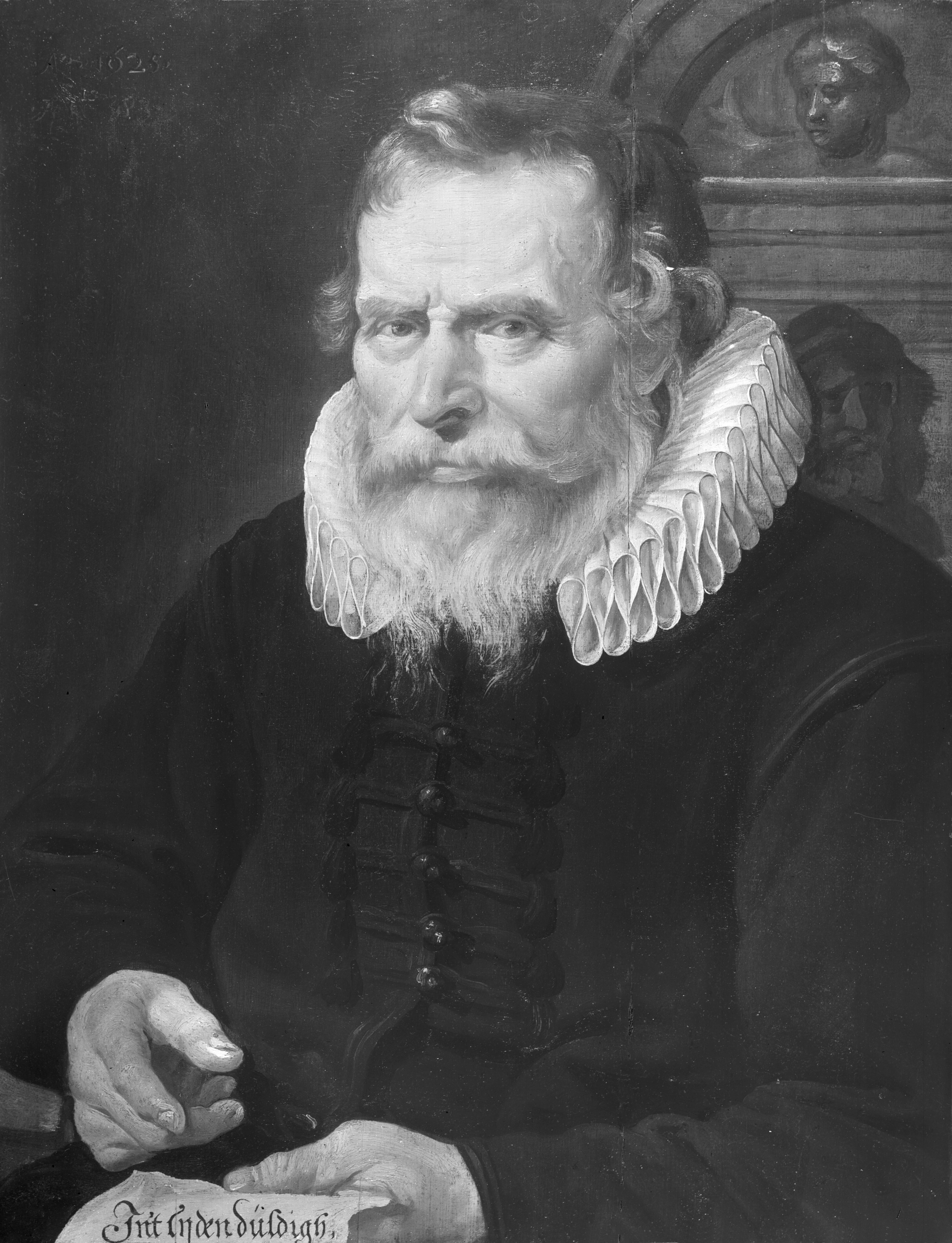
Gerrit Jans Graswinckel (1625)

Gerrit Jans Graswinckel (Delft, 1542 - aldaar, 5 augustus 1627) was een Nederlands bestuurder.
Graswinckel noemde zich aanvankelijk, net als diens vader Jan Jans, Ruytesteyn naar hun brouwerij De Ruyt aan de Koornmarkt in Delft. Later nam hij de naam Graswinckel aan.
Hij trouwde met Baertje van Maesland (1540-1609), dochter van Engelbert van Maesland, rekenmeester van Holland, en Maria Jans van Utrecht (Baertje was via haar moeder een nicht van Maria van Utrecht, echtgenote van Johan van Oldenbarnevelt).
Graswinckel koos als contraremonstrant in de Tachtigjarige Oorlog partij voor prins Maurits en de opstandelingen tegen de Spaanse koning Filips II. Hierdoor werden zijn goederen door de Raad van Beroerten in 1568 verbeurdverklaard en werd hij verbannen. Graswinckel was toen al met zijn vrouw naar Duitsland gevlucht.
In 1574 was hij in Bremen, waar hij door graaf Willem IV van den Bergh werd aangesteld als rentmeester over diens bezittingen in Hedel. In datzelfde jaar werd een generaal pardon uitgevaardigd en konden Graswinckel en zijn vrouw terugkeren naar Delft, waar hij zijn bezittingen terug kreeg. Hij bekleedde daarna diverse openbare functies, zo was hij vroedschap (1596) en buitenhavenmeester (1596-1608), veertigraad (1607, 1618-overlijden) en weesmeester (1612). Hij was daarnaast ouderling en diaken. Hij overleed in 1627 en werd begraven in de Oude Kerk. De brouwerij werd overgenomen door zoon Engelbert Graswinckel van Maesland.